# مایک دیتکا
مایک دیتکا (به انگلیسی: Mike Ditka) (زاده ۱۸ اکتبر ۱۹۳۹) بازیکن فوتبال آمریکایی و همچنین هنرپیشه اهل آمریکا است.
از فیلم‌های معروف او می‌توان به بازی در فیلم لگد زنان و جیغ کشان اشاره کرد.